# Helena Wiśniewska
 (novembre 2018).
Si vous disposez d'ouvrages ou d'articles de référence ou si vous connaissez des sites web de qualité traitant du thème abordé ici, merci de compléter l'article en donnant les références utiles à sa vérifiabilité et en les liant à la section « Notes et références ».
Helena Wiśniewska, née le 18 avril 1999 à Bydgoszcz, est une kayakiste polonaise pratiquant la course en ligne.

## Palmarès

### Jeux olympiques
- 2020 à Tokyo, (Japon)
  -  Médaille de bronze en K-4 500 m[1]

### Championnats du monde
- 2019 à Szeged, Hongrie
  -  Médaille de bronze en K4 500 m
- 2018 à Montemor-o-Velho, Portugal
  -  Médaille de bronze en K4 500 m

### Championnats d'Europe
- 2019 (Jeux européens) à Minsk (Biélorussie)
  -  Médaille de bronze en K-4 500 m